# The Island (jeu)
Pour les articles homonymes, voir The Island.
The Island est un jeu de société édité en 2011 par Asmodée, largement inspiré du jeu Survive: Escape from Atlantis! créé en 1982 par Julian Courtland-Smith , lui-même édité en français en 1986 sous le nom Les Rescapés de l'Atlantide.
Selon l'éditeur américain Stronghold, plus d'1.25 million d'exemplaires ont été vendus depuis sa première version dans les années 1980 .
L'action se déroule au début du XXe siècle sur une île pleine de trésors, assimilée à l'Atlantide dans les versions anglophones du jeu. Chaque joueur prend la tête d'une des quatre expéditions, chacune composée de dix explorateurs les bras pleins de trésors. Au moment de repartir, un tremblement de terre commence à faire couler l'île. Avant que le volcan n'explose, il faut ramener les plus beaux trésors sur la terre ferme, à l'aide de fragiles bateaux ou en nageant, et éviter les requins, les baleines et les serpents de mer. Le vainqueur est le joueur qui parvient à sauver la plus grande somme de trésors.

## Règles
Le jeu est composé d'un plateau sur lequel sont disposés, de manière aléatoire, quarante tuiles de terrain hexagonales (montagne, forêt et plage). Il faut veiller à ne pas isoler une tuile de plage entre des tuiles de forêt et de montagne. De la même manière, une tuile de forêt ne doit pas uniquement être entourée de montagne. Le plateau doit alors être corrigé.
Chacun leur tour, les joueurs disposent un à un leurs dix explorateurs sur lesdites tuiles puis deux bateaux. Les explorateurs transportent une valeur de trésor, notée sous le personnage, de un à six. S'ils peuvent être disposés sur le plateau au choix du joueur et selon leur valeur, il est ensuite interdit de vérifier la valeur du pion jusqu'au comptage final.
Cinq serpents de mer commencent la partie sur les cases marquées d'un pictogramme les représentant.
Chaque coup se décompose en trois phases : une progression de trois cases, le retournement d'une tuile et le lancer du dé.

### Le déplacement: les trois cases
À chaque tour, un joueur a droit à un maximum de trois cases de déplacement, qui peuvent être décomposées entre plusieurs bateaux et explorateurs. Peuvent se déplacer d'une à trois cases :
- les explorateurs sur la terre ferme
- les explorateurs de terre ferme à bateau
- les explorateurs de bateau à bateau
- les explorateurs de bateau à terre ferme
- les bateaux vides
- les bateaux occupés par le joueur, à condition que les deux autres places ne soient pas occupés par un même adversaire.

Peuvent se déplacer d'une seule case par tour :
- les nageurs

### La tuile: l'île engloutie
Pour simuler l'engloutissement de l'île, les tuiles sont progressivement retirées du plateau, dans l'ordre croissant de leur dénivelé : d'abord toutes les plages, puis toutes les forêts et enfin les montagnes.
Le joueur actif choisit de retourner discrètement une des tuiles côtières de l'île, en contact avec l'océan ou le lac central.
Au dos de chaque hexagone figure :
- soit un bonus (bordure rouge) à conserver
- soit un évènement (bordure verte) à révéler immédiatement.

L'évènement est de quatre types :
- Apparition d'un animal. Si c'est un requin, il dévore immédiatement le(s) explorateur(s) présent(s) sur l'emplacement.
- Apparition d'un bateau. Il comprend immédiatement à son bord le(s) explorateur(s) présent(s) sur la tuile ôtée.
- Tourbillon. Il engloutit tous les éléments des cases de mer adjacentes.
- Volcan : il déclenche la fin de partie immédiate.

### Le dé: la faune sauvage
Le joueur actif lance ensuite un dé à six faces équiprobable, pour déplacer la baleine, le requin ou le serpent de mer en fonction du pictogramme dévoilé par le dé.
- La baleine se déplace de 0 à 3 cases et coule les bateaux comprenant un ou plusieurs explorateurs, lesquels deviennent des nageurs.
- Le requin se déplace de 0 à 2 cases et dévore les nageurs.
- Le serpent de mer se déplace de 0 à 1 case et mange les bateaux pleins et les nageurs.

Il peut y avoir plusieurs animaux sur une même case, leurs actions se combinant.

### Les bonus
Les tuiles hexagonales à contour rouge sont conservées à discrétion des autres joueurs. Elles peuvent-être de deux types :
- Tuiles de protection. Si une croix rouge barre un requin ou une baleine, la tuile peut être posée pour se défendre au moment de l'attaque d'un animal. L'animal est alors retiré du plateau de jeu.
- Tuiles d'actions supplémentaires. Les six autres bonus sont jouables avant la phase de déplacement, à raison d'un par tour au maximum. Ils permettent de déplacer un des trois types de monstre sur une case vide, d'avancer un bateau contrôlé de trois cases ou de faire remorquer un nageur par un dauphin, également de trois cases.

### Fin du jeu
Dès que le volcan apparaît, il engloutit tous les personnages qui n'ont pas été sauvés. Chaque joueur récupère alors ses explorateurs pour dévoiler et additionner la valeur de leur trésor. Le joueur doté du plus gros butin remporte la partie. En cas d'égalité, le joueur ayant sauvé le plus d'explorateurs est désigné vainqueur.

## Versions
- Survive - Escape from Atlantis ! est la première version du jeu, sortie en 1982.
- Les Rescapés de l'Atlantide[3]
- Atlantis, version américaine sortie en 1996[5]
- Survive
- Survive - Escape from Atlantis ! est aussi le nom de la version américaine du jeu sorti en 2011, année présentée comme le trentième anniversaire du jeu[6],[4]. Hormis les graphismes du dos des tuiles, le jeu est rigoureusement identique.
- The Island, version italienne, sortie en 2011 [7]

## Extensions
- L'extension Survive : The Giant Squid est sortie en 2010 pour la version américaine du jeu. Elle ajoute un calmar qui a possibilité d'attaquer les explorateurs sur les tuiles littorales[8].

- L'extension pour cinq à six joueurs est sortie en 2011. Elle comprend six lots de dix explorateurs, ajoutant le blanc et l'orange, aux quatre couleurs du jeu de base[9].

## Récompenses
- Finaliste du Juego de mesa del Año 2012, la récompense espagnole du jeu de l'année[10].